# Ultimate++
Ultimate++ ist eine freie Entwicklungsumgebung für C++. Sie läuft unter Windows und den meisten Unix-Derivaten.
Zur Programmierung einer grafischen Benutzeroberfläche wird U++ verwendet.
Ultimate++-Distributionen werden mit weiteren Bibliotheken ausgeliefert:
- zlib
- libjpeg
- bzip2
- ndisasm
- PNG
- Sqlite
- TIF

Es werden mehrere Compiler unterstützt:
- GCC (Linux)
- MinGW (Win32)
- Visual C++ Toolkit 2003 (Win32)

## Hello World
Folgendes Beispiel zeigt ein C++Programm mit einem Button "Hello world!":
```
#include
 
<CtrlLib/CtrlLib.h>

using
 
namespace
 
Upp
;

class
 
MyApp
 
:
 
public
 
TopWindow
 

{

public
:

    
MyApp
()
 

    
{

        
Title
(
"Hello world"
);

        
button
.
SetLabel
(
"Hello world!"
);

        
button
 
<<
 
[
=
]
 
{

            
if
 
(
PromptYesNo
(
"Button gedrückt. Programm verlassen?"
))

                
Break
();

        
};

        
Add
(
button
.
HSizePos
(
100
,
 
100
).
VSizePos
(
100
,
 
100
));

    
}

    

private
:

    
Button
 
button
;

};

GUI_APP_MAIN

{

    
MyApp
().
Run
();

}

```